# OPUS 〜ALL TIME BEST 1975-2012〜
『OPUS 〜ALL TIME BEST 1975-2012〜』（オーパス・オールタイム・ベスト イチキュウナナゴ カラ ニーゼロイチニ）は、山下達郎のオールタイム・ベスト。2012年9月26日にワーナーミュージック・ジャパンから発売された。

## 解説
シュガー・ベイブ「DOWN TOWN」から2012年最新作「愛を教えて」まで、37年間に発表された作品からレーベルを超えて選曲された初のオールタイム・ベスト。通常盤はシュガー・ベイブ〜RCA/AIRレーベル時代の{Disc.1}、MOON〜WARNER YEARS1の{Disc.2}と90年代以降の{Disc.3}の3枚組。49曲収録で収録時間は216分。アルバム・リリースとしては『Ray Of Hope』以来1年ぶり、ベスト・アルバムとしては2002年の『RARITIES』以来10年ぶりのリリース。また初回限定盤は山下以外のシンガーに提供した作品のデモ・ヴォーカル曲を含む{Bonus Disc}付き。タイトルの“OPUS”とは、クラシックのピアノソナタ作品何番を指して「OPUS**」というように、音楽作品で使われる用語のこと。控え目なタイトルという気がするとの問いに山下は「謙虚な性格なので。でも“アルティメットコレクション”とか“ゴールデンベスト”みたいのは、なんかね、年末商品みたいでイヤですからね」と答えているが、実際にはなんでもよかったけれど、もうちょっとアカ抜けたイメージのタイトルが何か一つ欲しかったという。
この時期にベスト・アルバムを出したいと思った一番の理由は、CDというパッケージメディアが、そろそろ終焉を迎えそうな雰囲気が出てきたからだという。山下は「CDのバックオーダーが取れる体制でレコード会社が健全に動いている間に、ベストを出しておかないとダメだろうと。紙ジャケで再発されている“売り切り”、つまりその場限り。そうじゃなくて、きちんとバックオーダーが形で残しておくのは、僕にとってすごく重要なことなので。来年、アメリカがすべてのCD工場をクローズさせるという情報もあるし、いまがラストチャンスかなって。マスター・テープ、ハード・ディスクの状態もありますしね。今回のリマスタリングも本当に大変でした。ノイズを取るだけですごく時間がかかってしまって」と答えている。本当はもう2、3年早くやりたかったが、結果的に2012年で良かったという心もあるという。選曲については「ベストだし、当然初心者向けに代表曲が入ってなきゃいけないんだけど、でもシングル曲を入れてくだけで既に収録時間が足りなくなっちゃうので、難しいところですよね。どれがヒットしたかで選べば簡単なんだけど、そういうものでもなくて。やっぱり作品主義にはなりますよね」とし、「僕の場合はラジオでリクエストを募ってもヘタすると全員が違う曲を選んできたりするし。音楽っていうのは曲を聴いてたときのその人の記憶や体験と密接に結びついてるものだから、特に僕みたいにキャリアのある人間はそこを無視できないし、最大公約数的な選曲って言っても諸説出てきちゃうんで。そうなると結局自分で選ぶしかないんですよね」という。
新たにレコーディングした曲が本作に収録されていないことについて山下は、リレコ（再録音）には全く興味がないからだという。その理由を「だってそのときのトラックがその曲だから。ポピュラーミュージックの場合、曲というのは詞とメロディだけじゃなくて、編曲、演奏、歌、ミックスからマスタリングまで全部含めて曲なんです。『DOWN TOWN』は74年レコーディングのあのトラックが『DOWN TOWN』であって、再録したものが元のトラックを上回ることなんてできっこない。それだったら新しい曲を書いたほうがいい」と答えている。またミックスについても選択肢はいくつかあったものの、ほとんどが最初のテイクを選んだという。

## プロモーション、マーケティング
アルバム・カヴァーとインナー・イラストはとり・みきが担当、とりが山下のオフィシャル・ファンクラブ会報誌「TATSURO MANIA」に連載している4コマ漫画のキャラクター「タツローくん」が使われている。このイラストは、アルバム宣伝用の限定オリジナルTシャツにも使用され、発売日からオンエアされたテレビCMには「タツローくん編」のほか、山下の旧友である笑福亭鶴瓶出演の「鶴瓶編」の2タイプが制作された。そのほか、2011年7月に休刊となった雑誌『ぴあ』とのコラボレーション企画として、『ぴあ Special Issue 〜山下達郎“超”大特集号〜』が本作と同日発売された。

## パッケージ、アートワーク
アルバムの帯には以下のキャッチコピーが記載されている。
初回限定盤は4面デジパック三方背BOX仕様で、定価は初回限定盤・通常盤とも“サンキュープライス”として税込3,980円。初回出荷分には「ヤマタツ・ソロデビュー35周年&オールタイム・ベスト盤発売記念企画! 山下達郎 歴代アルバムジャケットTシャツ プレゼント 応募ハガキ」を封入。2012年11月20日には、通常盤をサンタクロース姿の「タツローくん」が描かれたクリスマス・デザインの三方背ボックスで包装した、クリスマス期間限定パッケージが12月25日まで発売された。その後、「アンコールプレス」として初回限定版が再プレスされ、2018年に行われたコンサートツアー『PERFORMANCE 2018』にて、コンサート会場で限定販売された。

## チャート成績
初動売上は27.6万枚を売り上げ、1998年8月発売の『COZY』以来、シングル・アルバムを通じて14年1か月ぶりに初動20万枚を突破。また、グループ出身のソロアーティストによる「通算アルバム首位獲得数記録」の歴代単独1位となった。同年10月22日付週間ランキングで2週ぶりに首位返り咲きを果たし、1994年、妻の竹内まりやがベスト・アルバム『Impressions』リリース後の8月に樹立した記録（39歳5か月）を更新。史上最年長（当時）の59歳8か月での首位返り咲きとなった。

## 収録曲

### Disc.1（シュガー・ベイブ〜RCA / AIR時代）
1. DOWN TOWN  –  (4:24)[11][12] '75（『SONGS』 / SUGAR BABE）
1974年春、ロック関係の若いミュージシャンに発注した作品を、ティン・パン・アレーが演奏するという企画で、ザ・キング・トーンズのアルバムが計画された。この頃、2人で組んで何か作品を作ろうと話し合っていた、山下と伊藤銀次は、早速キング・トーンズのライブを見に行き、10日ほどで3曲を書き上げた。ところが、実際に曲を持ち込んだのは彼らだけで、企画自体も立ち消えになった。結局、気に入っていたその中の一曲を、始まったばかりの『SONGS』のレコーディングに加えたのがこの曲だった[13]。
2. 雨は手のひらにいっぱい  –  (3:48)[11][12] '75（『SONGS』 / SUGAR BABE）
もともとはB・J・トーマスやデニス・ヨーストといったサザン・ポップ風のアレンジで演奏していたが、大瀧詠一のアイデアで、フィル・スペクター風にリアレンジされた。山下にとってはこの曲がアルバムのベスト・テイクだという。山下がピアノを弾き、大貫妙子はエレピに回った。当時、アルバムに対するメディアの評価が芳しくなく、落ち込んでいた山下は、“バスの煙”という歌詞がいいと同ミュージシャンの浅川マキに誉められ、ずいぶんと慰められたという。
3. パレード  –  (3:59)[11][12] '76（『NIAGARA TRIANGLE Vol.1』）
シュガー・ベイブのレコーディングの話が出来た頃、大瀧からシングル向きの曲をと依頼されて作ったものの「シングル向きではない」と言われ、デモ・テイクは録音したものの結局アルバムには入らなかった。山下によれば家のコタツに入って安物のワインを飲みながら書いた記憶があり、ギターで作ったから、ああいうビート感が出たのだという[13]。キースの「98.6」が下敷きになっている。1994年にシングル・リリースされた、1982年のリミックス・ヴァージョン。
4. WINDY LADY  –  (5:42)[11][12] '76（『CIRCUS TOWN』）
もともとはシュガー・ベイブ後期のレパートリーだったが、レコーディングの機会がなく本作に収録することになった。シカゴの通称「ウィンディ・シティ」を想起して作られた曲。山下が持っていったデモテープをすべて聴いたチャーリー・カレロから「君の曲はニューヨークというよりはシカゴの香りがする」と言われ、驚いたのと同時に自分の作曲の語法は正しかったのだと嬉しく感じたという。間奏のサックス・ソロは、後のマンハッタン・ジャズ・クインテットのメンバー、ジョージ・ヤング。
5. LOVE SPACE  –  (4:42)[11][12] '77（『SPACY』）
このアルバムの最初にレコーディングされた曲。ライブで演奏しやすいという理由から、16小節のテーマがひたすら繰り返されるという趣向の作品というのを以前から作ってみたくて書き下ろされた。イントロ冒頭での佐藤博のピアノのフレーズは、佐藤が本番になっていきなり思いつきで弾き始めたものだという。
6. SOLID SLIDER  –  (3:32)[11][12] '77（『SPACY』）
当時のいわゆるAORの線をねらった一曲。この時代はレコーディングに使える予算と時間が限られていたため、短時間で演奏をまとめやすい曲作りを心掛けていたという。いかにアイデアのあるリズム・パターンを考え出せるか、この曲もその典型だという。大村憲司によるギターソロは、ワンテイクで録音された。ベスト・アルバム『GREATEST HITS! OF TATSURO YAMASHITA』[注釈 4]用に制作されたエディット・ヴァージョン。
7. PAPER DOLL  –  (3:27)[11][12] '78（『GO AHEAD!』）
シングル用にと1978年春にレコーディングされた作品だったが、レコード会社に「売れない」とシングル発売を拒否された。ギター・ソロも山下自身の演奏だが、ワウペダルが不得手なので、後からペダルを手で動かしている。楽器のソロ回しがしやすいことから、ライブでよく演奏されている。
8. LET'S DANCE BABY  –  (4:13)[11][12] '78（『GO AHEAD!』）
元々は、ザ・キング・トーンズのために書き下ろされた曲。ある日、アルバム用に曲を書いてほしいと東芝EMIのディレクターからの電話を受け、行ってみるとすでに出来ていた3曲分の歌詞を渡され、そのうちのひとつがこの曲だった。当時ソロ活動に行き詰ってきていて、曲作りのモチベーションが上がらず、自分用の曲が全然出来なかったため、この曲もアルバムのレコーディング・リストに加えたところ、この曲の経緯を知らないディレクター小杉理宇造が「これはいい。この曲をシングルにしよう」と、アルバム4作目にして初のシングル曲となったという。
9. BOMBER  –  (5:41)[11][12] '78（『GO AHEAD!』）
レコーディングされた当時、ポリリズム・ファンクに耽溺していたので、こういった曲調を一度やってみたかったというだけの作品だったという。アルバムが出てしばらくしたある日、アルバム4作目にして初めてリリースしたシングル「LET'S DANCE BABY」のB面のこの曲が何故か大阪のディスコでヒットしているらしいという情報が聞こえてきたことから、ライブの話が持ち上がり半信半疑で大阪へ出かけたあたりから、もっと時代の空気に近い作品を作りたいという意欲がわいてきたという。『GREATEST HITS!』[注釈 4]用に制作されたエディット・ヴァージョン。
10. 潮騒 (THE WHISPERING SEA)  –  (4:22)[11][12] '78（『GO AHEAD!』）
元々はトッド・ラングレンのようなコード・プログレッションで1曲やってみたかったという発想で作られた曲で山下自身、自分にとっての“隠れた人気曲”はこの曲がそれにあたると思うという。[14]また、吉田美奈子による歌詞は、当時は歌謡曲畑にかなり曲を提供していたので、作風も職業作家的だとしている。
11. FUNKY FLUSHIN'  –  (5:40)[11][12] '79『MOONGLOW』）
山下によれば、前述の「BOMBER」の路線で、よりポップなメロディーを、という意欲から生まれた曲。以後数年間、山下はこうしたポリ・リズムのパターン・ミュージックを作り続けて行くが、リズムの構築という点ではこの作品に一番愛着があるという。オリジナルのトラックはリズム隊の録音グレードや毎夜の徹夜の歌入れで声のコンディションがいまひとつだったことなどが心残りだったことから、ベスト・アルバム『GREATEST HITS!』収録に際し、再録音されている。『MOONGLOW』[注釈 5]収録のオリジナル・ヴァージョン。
12. 愛を描いて  – LET'S KISS THE SUN –   –  (4:00)[11][12] '79（『MOONGLOW』）
航空会社のキャンペーン・ソングとして制作された楽曲であり、山下にとって初のタイアップ・シングルでもある。締め切り寸前までに曲がなかなか作れず、スタジオに向かう車の中で、もうダメ、出来ませんでしたと土下座するしかないと、原宿の交差点に差しかかった時、ポッ、とフックが湧いて出て助かったという、冷や汗の想い出とともにある曲だという[14]。
13. RIDE ON TIME  –  (4:23)[11][12] '80（『RIDE ON TIME』）
カセット・テープのCMソングとして書かれ、更にそのCMに山下自身が出演するという企画だったため、その撮影のためのサイパン・ロケを挟んでのレコーディングだった。青山純・伊藤広規・椎名和夫・難波弘之というラインアップでの最初のレコーディング曲でもある。リズムパターンは青山・伊藤・難波の3人に山下を加えた4人で練習スタジオに行き、何日もかかって全員の意見を取り入れてリズム・パターンを決定したという。上り調子の時期に気心が合い、しかも演奏技術の確かなメンバーに出会えたことが、自身の音楽人生にとって何よりの幸運だったという[14]。シングル・ヴァージョン。
14. SPARKLE  –  (4:16)[11][12] '82（『FOR YOU』）
山下がステージの予備にと1980年に購入した茶色のフェンダー・テレキャスターが運命的な大当たりとなり、このアルバム以降、全てのレコーディングとライブで使われることになる。山下自身も後に代表作と語るこの曲は、このギターの音色を生かした曲を作りたいとの思いから書かれたもの。ライブでもオープニング・ナンバーとして数多く演奏されている。
15. LOVELAND, ISLAND  –  (4:30)[11][12] '82（『FOR YOU』）
CMソングとして書かれたもので、ブラジルの路上で女性が踊るCMのフィルムを見てBPMを算出し、そのテンポに合わせて作られた。当時からシングルカットの要望は強かったが、シングル発売をしないことでアルバムの売り上げを伸ばすという販売戦術が当時は有効だったため、結局シングル化には至らなかった。後に山下によれば、サンバとマイアミTKビートを合わせたような曲調と一人多重コーラスの世界は、“夏だ、海だ、タツローだ!”という当時のリゾート・ミュージックとしての山下達郎音楽のまさに典型だったとしている[14]。
16. あまく危険な香り  –  (3:19)[11][12] '82（『GREATEST HITS! OF TATSURO YAMASHITA』）
同名ドラマの主題歌として書き下ろされた。もともとは誰かベテランのシンガーに歌ってもらうことを目論んで作った曲だったが、ディレクターの小杉理宇造の勧めで自分自身のシングルとして発表することになった。間奏の低音のピアノのフレーズ等、それまでなかった“アダルト路線”の曲調が逆に新鮮に感じてもらえたようだという。[14]
17. YOUR EYES  –  (3:12)[11][12] '82（『FOR YOU』）
元々は竹内まりやのために書き下ろされた曲だったが、彼女のディレクターの意向で不採用となったため、自身のレパートリーとしてレコーディングすることになった。初めから英語の詞を乗せるつもりで書かれたもので、アラン・オデイに自分用の作品を依頼した最初のもの。山下によれば'70年代イースト・コースト風バラードのつもりで作ったが、プログレ好きの青山や難波は完全に“そっちのノリ”で演奏しているという[14]。

### Disc.2（MOON〜WARNER YEARS I）
1. 悲しみのJODY (She Was Crying)  –  (3:52)[11][12] '83（『MELODIES』）
アルバム『FOR YOU』からのリゾート・ミュージック路線の脱皮を試みるという意図から、夏の終わりのロスト・ラブというレトロな詞のテーマで書き下ろされた楽曲。サックス以外は、一人多重演奏でレコーディングされた。
2. 高気圧ガール  –  (4:22)[11][12] '83（『MELODIES』）
航空会社のキャンペーン・ソングとして制作された。山下自身、ポリリズムやコード進行などに凝っていた時代の、山下達郎サウンドの典型だと語っている[15]。タイトルはコピーライターの眞木準が制作したCMコピーがそのまま使われた。
3. クリスマス・イブ  –  (4:15)[11][12] '83（『MELODIES』）
元々は竹内まりやのアルバム用に書き下ろしていた楽曲。最初のデモテープでのリズムがバロック音楽でよく聞かれるコード進行に似てるので、何かその風味を入れたいと考え、ふと思いついたテーマが“クリスマス”だった。その時、シュガー・ベイブ時代にトライして未完だった曲の歌い出し「雨は〜」が突然よみがえり、歌詞はあっという間に出来たという。また、エンディングでの一人アカペラのコーラスが一転してアソシエイション風のアプローチなのは、当時一世を風靡していたオフコースへの対抗意識から出たアイデアだという。1983年に発表されて以降、毎年末に季節限定シングルとしてリリースされ続けていたが、CMディレクターの早川和良がこの曲を気に入り、1988年にJR東海のクリスマス・エクスプレスのCMソングに使用した所、知名度が急上昇。以後J-POPクリスマス・ソングの定番曲となった。
4. スプリンクラー  –  (4:30)[11][12] '83（『TREASURES』）
アルバム『MELODIES』リリース直後にシングルのみでリリースされた楽曲。レコーディングではコンピューターを使ったテイクと全て人間が演奏したテイクの両方が試され、結果として出来の良い方として全て人間が演奏したテイクに決まった。演奏の途中で登場する大正琴は、歌に絡んで何か印象的な音が欲しくて選定された[15]。また、雨の音はスタジオに転がっていた太田裕美ライブ用素材テープの中の雨のSEが最高だった、ということでそのまま使われている。
5. THE THEME FROM BIG WAVE （ビッグ・ウェイヴのテーマ）  –  (3:38)[11][12] '84（『BIG WAVE』）
サーフィン・ドキュメンタリー映画の主題歌として制作された。曲自体は山下自身がパーソナリティを務めたNHK-FMの特別番組「山下達郎ポップス講座」にて、曲の制作過程をドキュメント形式で放送するために番組内で作られた楽曲「魔法を教えて」(山下達郎作曲、大貫妙子作詞・歌)であり、これを新たに英語詞にしたもの。
6. I LOVE YOU････PartI  –  (2:04)[11][12] '84（『BIG WAVE』）
“I LOVE YOU”の3言だけで歌われた曲を書いて欲しいという注文からスタートし、それならとばかりにドゥーワップ路線で制作された楽曲。テレビ・コマーシャル用に作られた曲のため、多くのヴァージョン違いが存在する。
7. 風の回廊（コリドー）  –  (3:57)[11][12] '85（『POCKET MUSIC』）
自動車のCMソングとして製作。この曲が山下にとって初めてのデジタル・レコーディングであり、同時に初めてコンピューター・ミュージックを導入した楽曲だったという。また、制作スケジュールの遅延やエンジニアの都合から、山下自身でミックス・ダウンを行った唯一の楽曲でもある。
8. 土曜日の恋人  –  (3:16)[11][12] '85（『POCKET MUSIC』）
曲の構想は1982年頃から持っていて、1960年代のスナッフ・ギャレット(Snuff Garrett)が手がけたボビー・ヴィー (Bobby Vee) やゲイリー・ルイス (Gary Lewis & the Playboys) の諸作品のような雰囲気を出したくて作った作品だが、1980年代のデジタル・メディアの中ではもうすでに超アナクロな願望でしかなく、色々な意味で完成までに時間と手間がかかったという。また、最初はマルディグラをテーマにした歌にするつもりだったという。テイクは、シングル・ヴァージョンの再ミックス。
9. ゲット・バック・イン・ラブ  – Get Back In Love –   –  (4:21)[11][12] '88（『僕の中の少年』）
ドラマ主題歌として制作された。当初周囲のスタッフはバラードナンバーのシングルカットに難色を示していたそうだが、「もう34歳にもなるんだから、バラードでしか絶対ヒットは出せない」と譲らなかったところへ、タイミングよく事務所社長の小杉理宇造がドラマ・タイアップの話を持ってきた。気合を入れて作っただけに、アレンジ、オケ、共に満足のいく出来に仕上がった、としており「自分の曲の中でも5本の指に入る出来」と語っている。テイクは、アルバム『僕の中の少年』[注釈 6]収録のアルバム・ヴァージョン。
10. 踊ろよ、フィッシュ  –  (4:49)[11][12] '87（『僕の中の少年』）
「高気圧ガール」以来4年ぶりに航空会社のキャンペーン・ソングとして制作されたがこの時期、山下が80年代初期に行っていたリゾート・ミュージックと言われるような開放的なスタイルのものにほとんど興味が持てずにいて、当時の心境を山下は「スタッフは何とかこの曲をヒットさせようとしていたんだけど、僕一人だけ妙にクールだった」と振り返っている。タイトルは、スタッフ14〜5人のプロジェクト・チームのブレインストーミングによって生まれたもの。テイクは、ベスト・アルバム『TREASURES』[注釈 7]収録のヴァージョン。
11. 蒼氓（そうぼう）  –  (5:57)[11][12] '88（『僕の中の少年』）
日本人として、アメリカのブラックミュージックのクリスチャニティを何らかの形で反映させたいと思って作ったアルバムオリジナルの曲。コーダのコーラスには、竹内まりや、桑田佳祐・原由子夫妻が参加しているが、山下は「桑田夫妻の無垢な声の響きが、この作品に格調を与えてくれている」という[15]。『TREASURES』[注釈 7]収録に際しリミックスされたが、改めて聴くとこっちの方が力があるとの理由で収録された[6]、『僕の中の少年』[注釈 6]のオリジナル・ミックス。
12. アトムの子  –  (4:27)[11][12] '91（『ARTISAN』）
アルバム「ARTISAN」のレコーディング作業の最中に手塚治虫の訃報に接した所、曲の構想を思いつき、リミット10日前に急遽レコーディングを始め、完成に漕ぎ着けた。本人曰く「突貫工事もいいとこ」。曲の概要について「この曲はメロディーとか曲の構成は、あまり重要じゃないんだ。ポイントはあくまでリズム・パターンと歌詞だから」と話している。
13. さよなら夏の日  –  (4:34)[11][12] '91（『ARTISAN』）
全ての演奏を自分一人で行った初めてのシングルであり、山下本人とても愛着のある作品だという。また、夏の終わりにガール・フレンドと、としまえんのプールに行った時に夕立に会い、雨上がりの虹を見たという高校生の時の思い出を元に作った曲であることも思い入れの強さの一因だとしている。山下の楽曲では、初めて(実験的にだが)ミュージック・ビデオが制作され、第33回日本レコード大賞のテレビ放送の中で公開された[注釈 8]。
14. ターナーの汽罐車  – Turner's Steamroller –   –  (4:32)[11][12] '91（『ARTISAN』）
山下が、ある晩訪れたパブのトイレに続く暗い廊下の影で長い髪に黒いワンピースの女性が顔を覆ってすすり泣いているのを目撃した経験と、イギリスの画家ターナーの絵画『雨、蒸気、速度――グレート・ウェスタン鉄道』のイメージとを強引に掛け合わせてできた一曲だという[15]。テイクはアルバム『ARTISAN』[注釈 9]収録のアルバム・ヴァージョン。
15. エンドレス・ゲーム  – Endless Game –   –  (4:09)[11][12] '90（『ARTISAN』）
ドラマ主題歌として制作され、上下巻の原作本を読み込んでから臨んだという。その原作のイメージに合わせて作ったところ、自身にとっては大変珍しいというマイナー・コードのメロディができた。ところがいつもの歌い方では演奏のオケにまったく馴染まず、うつむき加減で歌ってなんとか乗り切ったという。その意味では多分に作家的な視点で書かれた曲だとしている[15]。
16. ジャングル・スウィング  – Jungle Swing –   –  (5:03)[11][12] '93（『TREASURES』）
自動車のCMソングとして制作。曲のイメージは黒澤明監督の映画『野良犬』の中で笠置シズ子が「ジャングル・ブギー」を歌うシーンが元になっているという。また、歌詞については「この頃はテクノ・ディスコみたいな音楽が流行り始めた時期だったので、“そんなフェイクなビートじゃとても踊れやしない”という歌詞を思いついて、代わりに何を聴かせてほしいかな? と考えたら、アーサー・コンリーだと思って、“ソウル・ミュージック”にした」と語る。
17. おやすみロージー  – Angel Babyへのオマージュ –   –  (2:42)[11][12] '89（『TREASURES』）
もともとは鈴木雅之のアルバム『Radio Days』のために書き下ろされた和製ドゥー・ワップ・ソングで、タイトルはロージー & ジ・オリジナルズ（Rosie & The Originals）1960年のヒット・シングル「ANGEL BABY」[注釈 10]から取られている。山下自身も気に入っている作品で、自身のライヴでもアカペラ仕立てにして取り上げている。

### Disc.3（MOON〜WARNER YEARS II）
1. ヘロン  –  (4:42)[11][12] '98（『COZY』）
元々は1993年に「鳴かないでHERON」というタイトルでTBS「モーニングワイド」のテーマ曲として作られたが、当時はシングルカットされず、98年にCMソングに使われるにあたって、歌、コーラス、ハープシコード以外を全部録り直した上で完成させた[16]。タイトルの“ヘロン”は“青鷺”=朝を象徴する鳥という意味。
2. 世界の果てまで  –  (5:06)[11][12] '95（『TREASURES』）
ドラマ主題歌として制作された。山下曰く、作家的な意思が強く出た楽曲だという。また、楽曲の情景は「冬に向かう季節、青山の絵画館通りあたりの、雨の日」という[book 2]。
3. ドリーミング・ガール  – DREAMING GIRL –   –  (5:12)[11][12] '96（『COZY』）
朝ドラ[注釈 11]の主題歌として作られ、松本隆が作詞を担当した。「月～土のほぼ毎日、衛星放送を含めたら1日3回プラス土曜日の総集編まで半年間、ほぼ毎日流れる」と考え、その回数に耐えられるような飽きのこないものを目指したという[17]。
4. ドーナツ・ソング  –  (4:21)[11][12] '98（『COZY』）
ドーナツチェーン店のCMソングとして書き下ろされた曲。このため、ツイスト・ハニーディップ・エンゼルクリームなどの店頭メニューが歌詞に登場する。歌詞の舞台は渋谷公園通りだという[book 2]。
5. いつか晴れた日に  –  (4:56)[11][12] '98（『COZY』）
ドラマ主題歌として制作された。「自分の曲としては異色、いろんな意味で自己模倣ではないので意欲作」と後に語っている[16]。「ドリーミング・ガール」同様、松本隆が作詞を担当した。
6. 君の声に恋してる  –  (5:08)[11][12] '01（『RARITIES』）
電話会社のCMソングとして制作。当初は「ヘロン」同様“ウォール・オブ・サウンド”路線で作り始めたが、結果的にコーダの部分などは60年代ニュー・ヨーク的エッセンスに満ちた仕上がりになったという。
7. 2000トンの雨 [2003 NEW VOCAL REMIX]  –  (3:04)[11][12] '03（『SONORITE』）
元々は1978年のアルバム『GO AHEAD!』収録曲。山下にとってはトラウマの曲で、当時アルバムのプレイバックをエンジニアと二人で聴きながら、これで多分もう二度とアルバムを作ることはないなと思っていたという。後に映画主題歌として使用されるのにあわせ、ヴォーカルの再録音と、ピアノのオーバー・ダビングが施されたという。
8. 忘れないで  –  (4:19)[11][12] '04（『SONORITE』）
1930年代のイギリスが舞台のアニメのエンディングテーマとして書き下ろされ、作詞は竹内まりやが手掛けた。曲調は山下曰く「50歳を過ぎたら絶対やろうと思っていた」という、カンツォーネ風の楽曲。
9. FOREVER MINE  –  (4:52)[11][12] '05（『SONORITE』）
映画主題歌として制作され、結末を自分なりに解釈して書いたという。また、山下にとって、すべてのレコーディングをDigidesign Pro Toolsで行った最初の作品だという。
10. ずっと一緒さ  –  (4:56)[11][12] '08（『RAY OF HOPE』）
ドラマ主題歌として制作され、シングルは11.3万枚のセールスを記録するヒットとなった。「若いころには決して書かなかったタイプのラブ・ソング」だという[book 2]。
11. 街物語（まちものがたり）  –  (5:47)[11][12]'10（『RAY OF HOPE』）
ドラマ主題歌として書き下ろすにあたり、東野圭吾による原作を読み、ドラマの舞台である日本橋人形町界隈を自ら散策することでドラマの世界観を感じ取っていったという[18]。
12. 僕らの夏の夢  –  (5:04)[11][12] '09（『RAY OF HOPE』）
劇場版アニメーションの主題歌として制作された。オファーを受けた当時はツアー中だったなどの理由から、引き受けるのを迷っていたが、スタッフに完成前の映像を見せられ、その内容に魅力を感じ、引き受けたという[book 3]。
13. 愛してるって言えなくたって  –  (4:18)[11][12] '11（『RAY OF HOPE』）
ドラマ主題歌として書き下ろされた。制作サイドからのオーダーは、“バラードでお願いします”ぐらいだったという[19]。
14. 愛を教えて  –  (4:42)[11][12] '12
本作にのみ収録の新作。ドラマ『遺留捜査』（第2シリーズ）主題歌[注釈 12]。山下は主演の上川隆也の顔がアップになった時に流れることを想定して、その場面に一番似合う曲をと考えて作ったという[book 4]。
15. 希望という名の光  –  (5:14)[11][12] '10（『RAY OF HOPE』）
映画主題歌として書き下ろされた。映画の主人公に対する励ましや応援の目線に沿って書いたという[book 2]。

### Bonus Disc
ボーナス・ディスクの解説で山下は「いつからアルバムの初回盤にオマケが必須となったのか解からないが時代の趨勢なので、文句を言っても仕方がない。でも何度もくり返していると、だんだんネタ切れになってくるのは致し方ないこと。なのでいっそ今回は、今までもこれから先も、決してCD化されないソースを中心に選んだとし、このボーナス・ディスクは最近流行のオフィシャル・ブートのようなものだとお考えください」という。
1. 硝子の少年 (UNRELEASED DEMO VOCAL)  –  (4:40)[11] '97
1997年、KinKi Kidsのデビュー曲として提供した作品。デモ・ヴォーカルとあるが、自身のラジオ番組『サンデー・ソングブック』でオンエアする目的で、オフィシャルなカラオケに自身のヴォーカルをのせて「あくまでシャレで」レコーディングしたもの[2]。山下自身の音域よりも低く設定されているため、間が抜けていてしまらないという[20]。番組では過去数回オンエアされたが、本作で初CD化となった。収録に際し、完成品のカラオケにヴォーカルを乗せなおしてリミックスされている。
2. 酔いしれてDéjà Vu (UNRELEASED DEMO VOCAL)  –  (4:16)[11] '84
1984年、円道一成への提供曲。山下も大のお気に入りで、後に自分でもセルフ・カヴァーしようとトライしたが、作詞者である山川の熱のある歌詞が自分のキャラクターにまったく合わず、断念したという。ヴォーカルは、オリジナル・マルチ・トラックのコピーに残っていたデモ・ヴォーカル[book 2]。
3. GUILTY (UNRELEASED DEMO VOCAL)  –  (4:43)[11] '88
鈴木雅之のアルバム『Radio Days』[注釈 13]への提供曲の、自宅に残っていたデモ・ヴォーカル。声の音質に難があるが、既に元のテープは現存していないという[book 2]。これが収録されたことで、鈴木への提供曲が全て山下自身のヴォーカルでCD化された。
4. EVERY NIGHT (2012 NEW REMASTER)  –  (3:50)[11] '81
2002年にRCA ⁄ AIR時代のカタログのリマスター再発に際し、『FOR YOU』のボーナス・トラックとして収録されたほか、『THE RCA/AIR YEARS LP BOX 1976-1982』の「SPECIAL BONUS DISC」にも収録された作品の再リマスター。竹内まりやのアルバム『Miss M』[注釈 14]のための書き下ろし曲。その後自身のアルバム用にレコーディングされたが、結局未発表のままに終わったもの。この曲がアラン・オデイと組んだ初めての作品で、詞が先だったという。未完成のトラックだったので歌はリハーサル用の仮歌で、間奏なども入っていない。
5. 夜のシルエット (「ブルー・ホライズン」歌詞違い,FIRST ON CD)  –  (4:02)[11] '80
2002年の『THE RCA/AIR YEARS LP BOX 1976-1982』の「SPECIAL BONUS DISC」 に収録された作品のCD化。竹内まりやの1979年のアルバム『UNIVERSITY STREET』のために書き下ろされた「ブルー・ホライズン」に、元の作詞者である大貫妙子が違う歌詞をつけたもの。1980年に4リズムのみ録音されたが、それ以降、放置されたままだった。
6. 希望という名の光 (2012 ACOUSTIC VERSION)  –  (5:31)[11] '12
2012年3月11日、東日本大震災から1年の当該時刻に『サンデー・ソングブック』があたったため、オンエア用にレコーディングされたアコースティック・ヴァージョン。このヴァージョンは当初から、ボーナス・ディスクに収録する予定だったという[注釈 15]。

## クレジット
DOWN TOWN
| Words by 伊藤銀次                |
| Music by 山下達郎                |
|                                  |
| © 1975 by FUJIPACIFIC MUSIC INC. |
| ℗ 1975 Sony Music Records Inc.   |
|                                  |
| SUGAR BABE                       |

| 山下達郎 : | - Electric Guitar, Clavinet, - Hammond Organ, Percussion & - Background Vocal |

| 大貫妙子 : Electric Piano & Background Vocal  |
| 村松邦男 : Electric Guitar & Background Vocal |
| 鰐川己久男 : Electric Bass                    |
| 野口明彦 : Drums                              |
|                                               |
| 笛吹銅次 : Recording & Mixing Engineer        |

雨は手のひらにいっぱい
| Words & Music by 山下達郎        |
|                                  |
| © 1975 by FUJIPACIFIC MUSIC INC. |
| ℗ 1975 Sony Music Records Inc.   |
|                                  |
| SUGAR BABE                       |

| 山下達郎 : | - Acoustic Piano, Glocken, - Percussion & Background Vocal |

| 大貫妙子 : Electric Piano & Background Vocal  |
| 村松邦男 : Electric Guitar & Background Vocal |
| 鰐川己久男 : Electric Bass                    |
| 上原裕 : Drums                                |
|                                               |
| 笛吹銅次 : Recording & Mixing Engineer        |

パレード
| Words & Music by 山下達郎        |
|                                  |
| © 1976 by FUJIPACIFIC MUSIC INC. |
| ℗ 1994 Sony Music Records Inc.   |
|                                  |

| 山下達郎 : | - Electric Guitar, Glocken & - Background Vocal |

| 上原裕 : Drums                         |
| 寺尾次郎 : Electric Bass               |
| 坂本龍一 : Acoustic Piano & Vibe       |
| 吉田美奈子 : Background Vocal          |
| 稲垣次郎Section : Brass & Woodwinds    |
|                                        |
| 笛吹銅次 : Recording & Mixing Engineer |

WINDY LADY
| Words & Music by 山下達郎                   |
|                                             |
| © 1976 by FUJIPACIFIC MUSIC INC.            |
| ℗ 1976 Ariola Japan Inc.                    |
|                                             |
| Allan Schwartzberg : Drums                  |
| Will Lee : Bass                             |
| Jeff Mironov : Electric Guitar (Left)       |
| John Tropea : Electric Guitar (Right)       |
| Pat Rebillot : Acoustic Piano               |
| George Young : Alto Sax Solo                |
| Randy Brecker : Trumpet                     |
| John Faddis : Trumpet                       |
| David Taylor : Trombone                     |
| Wayne Andre : Trombone                      |
| George Marge : Tenor Sax                    |
| Rameo Penque : Baritone Sax                 |
| Gene Orloff : Strings Concert Master        |
|                                             |
| Joe Jorgensen : Recording & Mixing Engineer |

LOVE SPACE
| Words by 吉田美奈子              |
| Music by 山下達郎                |
|                                  |
| © 1977 by FUJIPACIFIC MUSIC INC. |
| ℗ 1977 Ariola Japan Inc.         |
|                                  |

| 山下達郎 : | - Electric Guitar (Left) & - Background Vocal |

| 村上秀一 : Drums                     |
| 細野晴臣 : Bass                      |
| 松木恒秀 : Electric Guitar (Right)   |
| 佐藤博 : Acoustic Piano              |
| 斉藤ノブ : Percussion                |
| 岡崎資夫 : Alto Sax Solo             |
| 吉田美奈子 : Background Vocal        |
| 多忠明 : Strings Concert Master      |
|                                      |
| 吉田保 : Recording & Mixing Engineer |

SOLID SLIDER
| Music by 山下達郎                                         |
| Words by 吉田美奈子                                       |
|                                                           |
| © 1977 by FUJIPACIFIC MUSIC INC.                          |
| ℗ 1982 Ariola Japan Inc.                                  |
|                                                           |
| 山下達郎 : Electric Guitar, Percussion & Background Vocal |
| 上原裕 : Drums                                            |
| 田中章弘 : Bass                                           |
| 大村憲司 : Electric Guitar Solo                           |
| 坂本龍一 : Electric Piano                                 |
| 中川昌三 : Flute                                          |
| 岡崎資夫 : Alto Sax Solo                                  |
| 吉田美奈子 : Background Vocal                             |
| 羽鳥幸次 : Trumpet                                        |
| 数原晋 : Trumpet                                          |
| 向井滋春 : Trombone                                       |
| 粉川忠範 : Trombone                                       |
| 村岡建 : Tenor Sax                                        |
| 砂原俊三 : Baritone Sax                                   |

PAPER DOLL
| Words & Music by 山下達郎        |
|                                  |
| © 1978 by FUJIPACIFIC MUSIC INC. |
| ℗ 1978 Ariola Japan Inc.         |
|                                  |

| 山下達郎 : | - Electric Guitar, Percussion & - Background Vocal |

| 上原裕 : Drums                       |
| 田中章弘 : Bass                      |
| 坂本龍一 : Keyboards                 |
| 吉田美奈子 : Background Vocal        |
|                                      |
| 吉田保 : Recording & Mixing Engineer |

LET'S DANCE BABY
| Words by 吉岡治                            |
| Music by 山下達郎                          |
|                                            |
| © 1978 by JUN & KEI MUSIC PUBLISHERS, INC. |
| ℗ 1978 Ariola Japan Inc.                   |
|                                            |

| 山下達郎 : | - Electric Guitar (Left), - Percussion, Bang! & - Background Vocal |

| 上原裕 : Drums & Percussion                     |
| 田中章弘 : Bass & Percussion                    |
| 椎名和夫 : Electric Guitar (Right) & Percussion |
| 難波弘之 : Keyboards & Percussion               |
| 岡崎資夫 : Alto Sax Solo                        |
| 吉田美奈子 : Background Vocal                   |
| 小杉理宇造 : Background Vocal                   |
|                                                 |
| 吉田保 : Recording & Mixing Engineer            |

BOMBER
| Words by 吉田美奈子                           |
| Music by 山下達郎                             |
|                                               |
| © 1978 by FUJIPACIFIC MUSIC INC.              |
| ℗ 1982 Ariola Japan Inc.                      |
|                                               |
| 山下達郎 : Electric Guitar & Background Vocal |
| 上原裕 : Drums                                |
| 田中章弘 : Bass                               |
| 椎名和夫 : Electric Guitar Solo               |
| 難波弘之 : Keyboards                          |
| 吉田美奈子 : Background Vocal                 |
|                                               |
| 吉田保 : Recording & Mixing Engineer          |

潮騒 (THE WHISPERING SEA)
| Words by 吉田美奈子              |
| Music by 山下達郎                |
|                                  |
| © 1978 by FUJIPACIFIC MUSIC INC. |
| ℗ 1978 Ariola Japan Inc.         |
|                                  |

| 山下達郎 : | - Electric Guitar, - Arp Odyssey Synthesizer (Bass), - Percussion & Background Vocal |

| 上原裕 : Drums                       |
| 田中章弘 : Bass                      |
| 難波弘之 : Acoustic Piano            |
| 吉川忠英 : Acoustic Guitar           |
| 坂本龍一 : KORG PS-3100 Synthesizer  |
| 浜口茂外也 : Percussion              |
| 吉田美奈子 : Background Vocal        |
|                                      |
| 吉田保 : Recording & Mixing Engineer |

FUNKY FLUSHIN'
| Words by 吉田美奈子              |
| Music by 山下達郎                |
|                                  |
| © 1979 by FUJIPACIFIC MUSIC INC. |
| ℗ 1979 Ariola Japan Inc.         |
|                                  |

| 山下達郎 : | - Electric Guitar, - Percussion & Background Vocal |

| 上原裕 : Drums                          |
| 田中章弘 : Bass                         |
| 椎名和夫 : Electric Guitar (Incl. Solo) |
| 難波弘之 : Keyboards                    |
| 斉藤ノブ : Percussion                   |
| 吉田美奈子 : Background Vocal           |
| 数原晋 : Trumpet                        |
| 岸義和 : Trumpet                        |
| 向井滋春 : Trombone                     |
| 粉川忠範 : Trombone                     |
| 鈴木和雄 : Tenor Sax                    |
| 砂原俊三 : Baritone Sax                 |
|                                         |
| 益本憲之 : Recording & Mixing Engineer  |

愛を描いて -LET'S KISS THE SUN-
| Words by 吉田美奈子                                               |
| Music by 山下達郎                                                 |
|                                                                   |
| © 1979 by FUJIPACIFIC MUSIC INC.                                  |
| ℗ 1979 Ariola Japan Inc.                                          |
|                                                                   |
| 山下達郎 : Electric Guitar (Right), Percussion & Background Vocal |
| 上原裕 : Drums                                                    |
| 田中章弘 : Bass                                                   |
| 椎名和夫 : Electric Guitar (Left)                                 |
| 難波弘之 : Acoustic & Electric Piano                              |
| 吉田美奈子 : Background Vocal                                     |
| 数原晋 : Trumpet                                                  |
| 岸義和 : Trumpet                                                  |
| 向井滋春 : Trombone                                               |
| 粉川忠範 : Trombone                                               |
| 村岡建 : Tenor Sax                                                |
| 砂原俊三 : Baritone Sax                                           |
|                                                                   |
| 吉田保 : Recording & Mixing Engineer                              |

RIDE ON TIME
| Words & Music by 山下達郎        |
|                                  |
| © 1980 by FUJIPACIFIC MUSIC INC. |
| ℗ 1980 Ariola Japan Inc.         |
|                                  |

| 山下達郎 : | - Electric Guitar (Right), - Kalimba, - Percussion & Background Vocal |

| 青山純 : Drums                       |
| 伊藤広規 : Bass                      |
| 椎名和夫 : Electric Guitar (Left)    |
| 難波弘之 : Keyboards                 |
| 土岐英史 : Alto Sax Solo             |
| 吉田美奈子 : Background Vocal        |
| 数原晋 : Trumpet                     |
| 岸義和 : Trumpet                     |
| 向井滋春 : Trombone                  |
| 粉川忠範 : Trombone                  |
| 村岡建 : Tenor Sax                   |
| 砂原俊三 : Baritone Sax              |
|                                      |
| 吉田保 : Recording & Mixing Engineer |

SPARKLE
| Words by 吉田美奈子             |
| Music by 山下達郎               |
|                                 |
| © 1982 by SMILE PUBLISHERS INC. |
| ℗ 1982 Ariola Japan Inc.        |
|                                 |

| 山下達郎 : | - Electric Guitar, Percussion, - & Background Vocal |

| 青山純 : Drums                       |
| 伊藤広規 : Bass                      |
| 難波弘之 : Keyboards                 |
| 土岐英史 : Alto Sax Solo             |
| 吉田美奈子 : Background Vocal        |
| 数原晋 : Trumpet                     |
| 小林正弘 : Trumpet                   |
| 向井滋春 : Trombone                  |
| 粉川忠範 : Trombone                  |
| 村岡建 : Tenor Sax                   |
| 砂原俊三 : Baritone Sax              |
|                                      |
| 吉田保 : Recording & Mixing Engineer |

LOVELAND, ISLAND
| Words & Music by 山下達郎       |
|                                 |
| © 1982 by SMILE PUBLISHERS INC. |
| ℗ 1982 Ariola Japan Inc.        |
|                                 |

| 山下達郎 : | - Electric Guitar (Right) & - Background Vocal |

| 青山純 : Drums                       |
| 伊藤広規 : Bass                      |
| 椎名和夫 : Electric Guitar (Left)    |
| 難波弘之 : Keyboards                 |
| 浜口茂外也 : Percussion              |
| 土岐英史 : Alto Sax Solo             |
| 山川恵子 : Harp                      |
|                                      |
| 吉田保 : Recording & Mixing Engineer |

あまく危険な香り
| Words & Music by 山下達郎      |
| Strings Arranged by 佐久間正英 |
|                                |
| © 1982, 1992 by NICHION, INC.  |
| ℗ 1982 Ariola Japan Inc.       |
|                                |

| 山下達郎 : | - Electric Guitar (Left), - Acoustic Piano Solo & Percussion |

| 青山純 : Drums                       |
| 伊藤広規 : Bass                      |
| 松木恒秀 : Electric Guitar (Right)   |
| 難波弘之 : Electric Piano            |
| 浜口茂外也 : Percussion              |
| 数原晋 : Trumpet                     |
| 小林正弘 : Trumpet                   |
| 向井滋春 : Trombone                  |
| 粉川忠範 : Trombone                  |
| 村岡建 : Tenor Sax                   |
| 砂原俊三 : Baritone Sax              |
| 多忠明 : Strings Concert Master      |
|                                      |
| 吉田保 : Recording & Mixing Engineer |

YOUR EYES
| Words by ALAN O'DAY             |
| Music by 山下達郎               |
| Strings Arranged by 乾裕樹      |
|                                 |
| © 1982 by WB MUSIC CORP.        |
| © 1982 by SMILE PUBLISHERS INC. |
| ℗ 1982 Ariola Japan Inc.        |
|                                 |

| 山下達郎 : | - Electric Guitar, Electric Piano, Electric Sitar, - Percussion & Background Vocal |

| 青山純 : Drums                       |
| 伊藤広規 : Bass                      |
| 吉川忠英 : Acoustic Guitar           |
| 難波弘之 : Acoustic Piano            |
| 土岐英史 : Alto Sax Solo             |
| 多忠明 : Strings Concert Master      |
|                                      |
| 吉田保 : Recording & Mixing Engineer |

悲しみのJODY (She Was Crying)
| Words & Music by 山下達郎       |
|                                 |
| © 1983 by SMILE PUBLISHERS INC. |
| ℗ 1983 by SMILE PUBLISHERS INC. |
|                                 |

| 山下達郎 : | - Drums, Electric Bass, Electric Guitar, - Acoustic Guitar, 12strings Guitar, - Electric Piano, Keyboards, Vibe, - Percussion & Background Vocal |

| 井上大輔 : Tenor Sax Solo            |
|                                      |
| 吉田保 : Recording & Mixing Engineer |

高気圧ガール
| Words & Music by 山下達郎       |
|                                 |
| © 1983 by SMILE PUBLISHERS INC. |
| ℗ 1983 by SMILE PUBLISHERS INC. |
|                                 |

| 山下達郎 : | - Electric Guitar, Percussion & - Background Vocal |

| 青山純 : Drums  |
| 伊藤広規 : Bass |

| 難波弘之 : | - Electric Piano & - Acoustic Piano |

| 中村哲 : Synthesizers    |
| 浜口茂外也 : Percussion  |
| 山川恵子 : Harp          |
| 土岐英史 : Alto Sax Solo |

| Kokiatsu-Girls & a Boy : | - 竹内まりや - 佐野公美 - 森真帆 - 村田和人 |

|                                      |
| 吉田保 : Recording & Mixing Engineer |

クリスマス・イブ
| Words & Music by 山下達郎       |
|                                 |
| © 1983 by SMILE PUBLISHERS INC. |
| ℗ 1983 by SMILE PUBLISHERS INC. |
|                                 |

| 山下達郎 : | - Electric Guitar, Tubular Bells, - Percussion & Background Vocal |

| 青山純 : Drums                             |
| 伊藤広規 : Electric Bass                   |
| 難波弘之 : Acoustic Piano & Electric Piano |
| 中村哲 : Synthesizers                      |
|                                            |
| 吉田保 : Recording & Mixing Engineer       |

スプリンクラー
| Words & Music by 山下達郎       |
|                                 |
| © 1983 by SMILE PUBLISHERS INC. |
| ℗ 1983 by SMILE PUBLISHERS INC. |
|                                 |

| 山下達郎 : | - Electric Guitar, Acoustic Guitar, - Electric Piano, Synthesizers, - Glocken, Percussion, 大正琴 & - Background Vocal |

| 青山純 : Drums                       |
| 伊藤広規 : Bass                      |
| 井上大輔 : Tenor Sax Solo            |
|                                      |
| 吉田保 : Recording & Mixing Engineer |

THE THEME FROM BIG WAVE（ビッグ・ウェイヴのテーマ）
| Words by ALAN O'DAY             |
| Music by 山下達郎               |
|                                 |
| © 1984 by SMILE PUBLISHERS INC. |
| ℗ 1984 by SMILE PUBLISHERS INC. |
|                                 |

| 山下達郎 : | - Electric Guitar, Acoustic Guitar, - Keyboards, Percussion & - Background Vocal |

| 青山純 : Drums                       |
| 伊藤広規 : Bass                      |
|                                      |
| 吉田保 : Recording & Mixing Engineer |

I LOVE YOU....Part I
| Music by 山下達郎               |
|                                 |
| © 1984 by SMILE PUBLISHERS INC. |
| ℗ 1984 by SMILE PUBLISHERS INC. |
|                                 |

| 山下達郎 : | - Drums, Electric Guitar, - Acoustic Guitar, Keyboards, - Percussion & Background Vocal |

| 中村哲 : Tenor Sax Solo              |
|                                      |
| 吉田保 : Recording & Mixing Engineer |

風の回廊（コリドー）
| Words & Music by 山下達郎       |
|                                 |
| © 1985 by SMILE PUBLISHERS INC. |
| ℗ 1985 by SMILE PUBLISHERS INC. |
|                                 |

| 山下達郎 : | - Computer Programming, - Electric Guitar, Acoustic Guitar, - Keyboards, Glocken, - Percussion & Background Vocal |

| 青山純 : Drums             |
| 淵野繁雄 : Tenor Sax Solo  |
|                            |
| 山下達郎 : Mixing Engineer |

土曜日の恋人
| Words & Music by 山下達郎                                |
|                                                          |
| © 1985 by FUJIPACIFIC MUSIC INC. & SMILE PUBLISHERS INC. |
| ℗ 1985 by SMILE PUBLISHERS INC.                          |
|                                                          |

| 山下達郎 : | - Electric Guitar, Acoustic Guitar, Hammond Organ, - Synthesizers, Glocken, Percussion, - Whistle & Background Vocal |

| 青山純 : Drums                         |
| 伊藤広規 : Bass                        |
| 難波弘之 : Acoustic Piano & Celeste    |
| 山川恵子 : Harp                        |
|                                        |
| 佐藤康夫 : Recording & Mixing Engineer |

ゲット・バック・イン・ラブ -Get Back In Love-
| Words & Music by 山下達郎 |
|                           |

| © | - 1988 by NICHION, INC. & SMILE - PUBLISHERS INC. |
| ℗ | 1988 by SMILE PUBLISHERS INC.                     |
|   |                                                   |

| 山下達郎 : | - Computer Programming, - Electric Guitar, Acoustic Guitar, - Synthesizers, Electric Sitar, - Percussion & Background Vocal |

| 青山純 : Drums                         |
| 伊藤広規 : Bass                        |
| 難波弘之 : Acoustic Piano              |
|                                        |
| 佐藤康夫 : Recording & Mixing Engineer |

踊ろよ、フィッシュ
| Words & Music by 山下達郎       |
|                                 |
| © 1987 by SMILE PUBLISHERS INC. |
| ℗ 1995 by SMILE PUBLISHERS INC. |
|                                 |

| 山下達郎 : | - Electric Guitar, Synthesizers, - Glocken, Effects & Background Vocal |

| 青山純 : Drums                             |
| 伊藤広規 : Bass                            |
| 難波弘之 : Acoustic Piano & Electric Piano |
| 浜口茂外也 : Percussion                    |
| 土岐英史 : Alto Sax Solo                   |
|                                            |
| 吉田保 : Recording & Mixing Engineer       |

蒼氓（そうぼう）
| Words & Music by 山下達郎            |
|                                      |
| © 1988 by TENDERBERRY & HARVEST INC. |
| ℗ 1988 by SMILE PUBLISHERS INC.      |
|                                      |

| 山下達郎 : | - Computer Programming, - Electric Guitar, Acoustic Guitar, - Synthesizers, - Percussion & Background Vocal |

| 青山純 : Drums                         |
| 伊藤広規 : Bass                        |
| 中西康晴 : Acoustic Piano              |
| 浜口茂外也 : Percussion                |
| 桑田佳祐 : Background Vocal (coda)     |
| 原由子 : Background Vocal (coda)       |
| 竹内まりや : Background Vocal (coda)   |
|                                        |
| 佐藤康夫 : Recording & Mixing Engineer |

アトムの子
| Words & Music by 山下達郎            |
|                                      |
| © 1991 by SMILE PUBLISHERS INC.      |
| ℗ 1991 by TENDERBERRY & HARVEST INC. |
|                                      |

| 山下達郎 : | - Drum Programming, - Computer Programming, - Electric Guitar, Keyboards, - Glocken, Percussion & - Background Vocal |

| 浜口茂外也 : Percussion                |
| 竹内まりや : Background Vocal          |
| 村田和人 : Background Vocal            |
| 杉真理 : Background Vocal              |
|                                        |
| 佐藤康夫 : Recording & Mixing Engineer |

さよなら夏の日
| Words & Music by 山下達郎                       |
|                                                 |
| © 1990 by NICHION, INC. & SMILE PUBLISHERS INC. |
| ℗ 1991 by TENDERBERRY & HARVEST INC.            |
|                                                 |

| 山下達郎 : | - Drum Programming, Computer Programming, Electric Guitar, Acoustic Piano, - Synthesizers, Hand Bells, Percussion & Background Vocal |

|                                        |
| 佐藤康夫 : Recording & Mixing Engineer |

ターナーの汽罐車 -Turner's Steamroller-
| Words & Music by 山下達郎            |
|                                      |
| © 1991 by TENDERBERRY & HARVEST INC. |
| ℗ 1991 by TENDERBERRY & HARVEST INC. |
|                                      |

| 山下達郎 : | - Drum Programming, - Computer Programming, - Electric Guitar, Acoustic Guitar, - Synthesizers & Background Vocal |

| 難波弘之 : Acoustic Piano              |
|                                        |
| 佐藤康夫 : Recording & Mixing Engineer |

エンドレス・ゲーム -Endless Game-
| Words & Music by 山下達郎                       |
|                                                 |
| © 1990 by NICHION, INC. & SMILE PUBLISHERS INC. |
| ℗ 1990 by TENDERBERRY & HARVEST INC.            |
|                                                 |

| 山下達郎 : | - Computer Programming, Acoustic Guitar, - Electric Sitar, Acoustic Piano, - Synthesizers, Glocken, Percussion & - Background Vocal |

| 青山純 : Drums                         |
| 粉川忠範 : Trombone                    |
|                                        |
| 佐藤康夫 : Recording & Mixing Engineer |

ジャングル・スウィング -Jungle Swing-
| Words & Music by 山下達郎            |
|                                      |
| © 1993 by SMILE PUBLISHERS INC.      |
| ℗ 1993 by TENDERBERRY & HARVEST INC. |
|                                      |

| 山下達郎 : | - Drum Programming, - Computer Programming, - Electric Guitar, Acoustic Guitar, - Electric Bass, Electric Piano, - Synthesizers, Percussion & - Background Vocal |

| 浜口茂外也 : Percussion                |
|                                        |
| 佐藤康夫 : Recording & Mixing Engineer |

おやすみ、ロージー -Angel Babyへのオマージュ-
| Words & Music by 山下達郎            |
|                                      |
| © 1988 by SMILE PUBLISHERS INC.      |
| ℗ 1995 by TENDERBERRY & HARVEST INC. |
|                                      |

| 山下達郎 : | - Computer Programming, - Drums, Electric Guitar, - Keyboards & Background Vocal |

|                                        |
| 佐藤康夫 : Recording & Mixing Engineer |

ヘロン
| Words & Music by 山下達郎                       |
|                                                 |
| © 1997 by NICHION, INC. & SMILE PUBLISHERS INC. |
| ℗ 1998 by TENDERBERRY & HARVEST INC.            |
|                                                 |

| 山下達郎 : | - Electric Guitar, - Acoustic Guitar, - Marimba, - Glocken, - Percussion & Background Vocal |

| 青山純 : Drums                               |
| 伊藤広規 : Bass                              |
| 佐橋佳幸 : Electric Guitar & Acoustic Guitar |

| 難波弘之 : | - Acoustic Piano, - Harpsichord & Marimba |

| 浜口茂外也 : Percussion              |
| 鳴嶋英治 : Percussion                |
| 川瀬正人 : Percussion                |
| 菅原裕紀 : Percussion                |
| JAKE H. CONCEPCION : Alto Sax        |
| 金城寛文 : Tenor Sax                 |
| 柳沼寛 : Tenor Sax                   |
| 高野正幹 : Baritone Sax              |
|                                      |
| 吉田保 : Recording & Mixing Engineer |

世界の果てまで
| Words & Music by 山下達郎            |
|                                      |
| © 1995 by TENDERBERRY & HARVEST INC. |
| ℗ 1995 by TENDERBERRY & HARVEST INC. |
|                                      |

| 山下達郎 : | - Drum Programming, - Computer Programming, - Electric Guitar, - Electric Bass, - Acoustic Guitar, - Keyboards, - Percussion, Autoharp & - Background Vocal |

|            |                                 |
| 佐藤康夫 : | - Recording & - Mixing Engineer |

ドリーミング・ガール -DREAMING GIRL-
| Words by 松本隆                                                     |
| Music by 山下達郎                                                   |
|                                                                     |
| © 1996 by NHK PUBLISHING, INC. & SMILE PUBLISHERS INC. (MUSIC ONLY) |
| ℗ 1998 by TENDERBERRY & HARVEST INC.                                |
|                                                                     |

| 山下達郎 : | - Electric Guitar, Acoustic Guitar, Keyboards, Glocken, - Percussion & Background Vocal |

| 青山純 : Drums                             |
| 伊藤広規 : Bass                            |
| 難波弘之 : Acoustic Piano & Electric Piano |
| 佐橋佳幸 : Acoustic Guitar                 |
| JAKE H. CONCEPCION : Alto Sax              |
| 金城寛文 : Tenor Sax                       |
| 森守 : Tenor Sax                           |
| 柳沼寛 : Baritone Sax                      |
| 加藤“GOE”高志 : Strings Concert Master     |
|                                            |
| 吉田保 : Recording & Mixing Engineer       |

ドーナツ・ソング
| Words & Music by 山下達郎            |
|                                      |
| © 1998 by TENDERBERRY & HARVEST INC. |
| ℗ 1998 by TENDERBERRY & HARVEST INC. |
|                                      |

| 山下達郎 : | - Electric Guitar, Acoustic Guitar, - Keyboards, Hammond Organ, - Percussion & Background Vocal |

| 上原裕 : Drums                       |
| 伊藤広規 : Bass                      |
| 中西康晴 : Acoustic Piano            |
| 難波弘之 : Acoustic Piano            |
| 浜口茂外也 : Percussion              |
| 橋本茂昭 : Synthesizer Operator      |
|                                      |
| 吉田保 : Recording & Mixing Engineer |

いつか晴れた日に
| Words by 松本隆           |
| Words & Music by 山下達郎 |
|                           |

| © | - 1998 by NICHION, INC., SMILE PUBLISHERS INC. & - JOHNNY COMPANY, INC. |
| ℗ | 1998 by TENDERBERRY & HARVEST INC.                                      |
|   |                                                                         |

| 山下達郎 : | - Acoustic Guitar, Keyboards, Glocken, - Percussion & Background Vocal |

| 青山純 : Drums                       |
| 伊藤広規 : Bass                      |
| 難波弘之 : Electric Piano            |
| 佐橋佳幸 : Acoustic Guitar           |
| 浜口茂外也 : Percussion              |
| 竹内まりや : Background Vocal        |
| 三谷泰弘 : Background Vocal          |
|                                      |
| 吉田保 : Recording & Mixing Engineer |

君の声に恋してる
| Words & Music by 山下達郎                         |
|                                                   |
| © 2001 by SMILE PUBLISHERS INC. & MR. MUSIC, INC. |
| ℗ 2001 by TENDERBERRY & HARVEST INC.              |
|                                                   |

| 山下達郎 : | - Electric Guitar, Acoustic Guitar, Marimba, Glocken, - Percussion & Background Vocal |

| 青山純 : Drums                                          |
| 伊藤広規 : Bass                                         |
| 佐橋佳幸 : Electric Guitar & Acoustic Guitar            |
| 難波弘之 : Acoustic Piano                               |
| 橋本茂昭 : Computer Programming & Synthesizer Operation |
| 数原晋 : Trumpet                                        |
| 横山均 : Trumpet                                        |
| 西山健治 : Trombone                                     |
| 広原正典 : Trombone                                     |
| JAKE H. CONCEPCION : Tenor Sax                          |
| 高野正幹 : Baritone Sax                                 |
|                                                         |
| 吉田保 : Recording & Mixing Engineer                    |

2000トンの雨 [2003 NEW VOCAL REMIX]
| Words & Music by 山下達郎        |
|                                  |
| © 1978 by FUJIPACIFIC MUSIC INC. |
| ℗ 2003 Ariola Japan Inc.         |
|                                  |

| 山下達郎 : | - Electric Guitar, Keyboards, - Percussion & Background Vocal |

| 上原裕 : Drums                       |
| 田中章弘 : Bass                      |
| 坂本龍一 : Acoustic Piano            |
| 難波弘之 : Additional Acoustic Piano |
| 岡崎資夫 : Alto Sax Solo             |
| 小杉理宇造 : Percussion              |
| 吉田美奈子 : Background Vocal        |
| 多忠明 : Strings Concert Master      |
|                                      |
| 吉田保 : Recording & Mixing Engineer |

忘れないで
| Words by 竹内まりや                 |
| Music by 山下達郎                   |
| Horn & Strings Arranged by 服部克久 |
|                                     |

| © | - 2004 by SMILE PUBLISHERS INC. & - NHK PUBLISHING, INC. |
| ℗ | 2004 by TENDERBERRY & HARVEST INC.                       |
|   |                                                          |

| 山下達郎 : | - Drums, Computer Programming, - Electric Guitar, Acoustic Guitar, - Keyboards, Vibraphone & Percussion |

| 伊藤広規 : Bass                        |
| 難波弘之 : Acoustic Piano              |
| 数原晋 : Trumpet                       |
| 横山均 : Trumpet                       |
| 奥村晶 : Trumpet                       |
| 向井滋春 : Trombone                    |
| 佐藤春樹 : Trombone                    |
| 中路英明 : Trombone                    |
| 堂本雅樹 : Trombone                    |
| RUSH 加藤高志 : Strings Concert Master |

| 橋本茂昭 : | - Computer Programming & - Synthesizer Operation |

|                                      |
| 吉田保 : Recording & Mixing Engineer |

FOREVER MINE
| Words & Music by 山下達郎                                             |
| Strings Arranged by 服部克久                                          |
|                                                                       |
| © 2005 by NIPPON TELEVISION MUSIC CORPORATION & SMILE PUBLISHERS INC. |
| ℗ 2005 by TENDERBERRY & HARVEST INC.                                  |
|                                                                       |
| 山下達郎 : Computer Programming, Acoustic Piano & Keyboards           |
| 橋本茂昭 : Computer Programming & Synthesizer Operation               |
| GAVYN WRIGHT & His London Session Orchestra : Strings                 |
|                                                                       |
| 吉田保 : Recording & Mixing Engineer                                  |

ずっと一緒さ
| Words & Music by 山下達郎    |
| Strings Arranged by 服部克久 |
|                              |

| © | - 2008 by FUJIPACIFIC MUSIC INC. - SMILE PUBLISHERS INC. & JOHNNY COMPANY, INC. |
| ℗ | 2008 by TENDERBERRY & HARVEST INC.                                              |
|   |                                                                                 |

| 山下達郎 : | - Computer Programming, Drum Programming, - Electric Guitar, Acoustic Guitar, - Keyboards, Percussion & Background Vocal |

| 後藤勇一郎 : Strings Concert Master                     |
| 橋本茂昭 : Computer Programming & Synthesizer Operation |
|                                                         |
| 中村辰也 : Recording & Mixing Engineer                  |

街物語（まちものがたり）
| Words & Music by 山下達郎      |
| Strings Arranged by 後藤勇一郎 |
|                                |

| © | - 2010 by NICHION, INC. & - SMILE PUBLISHERS INC. |
| ℗ | 2010 by TENDERBERRY & HARVEST INC.                |
|   |                                                   |

| 山下達郎 : | - Computer Programming, - Electric Guitar, Keyboards, - Percussion & Background Vocal |

| 小笠原拓海 : Drums                         |
| 伊藤広規 : Bass                            |
| 難波弘之 : Acoustic Piano & Electric Piano |
| 市原ひかり : Flugelhorn Solo               |
| 後藤勇一郎 : Strings Concert Master        |

| 橋本茂昭 : | - Computer Programming & - Synthesizer Operation |

|                                        |
| 中村辰也 : Recording & Mixing Engineer |

僕らの夏の夢
| Words & Music by 山下達郎      |
| Strings Arranged by 後藤勇一郎 |
|                                |

| © | - 2009 by NIPPON TELEVISION MUSIC CORPORATION & - SMILE PUBLISHERS INC. |
| ℗ | 2009 by TENDERBERRY & HARVEST INC.                                      |
|   |                                                                         |

| 山下達郎 : | - Acoustic Piano, - Computer Programming, - Acoustic Guitar, Keyboards, - Percussions & Background Vocal |

| 小笠原拓海 : Drums                  |
| 伊藤広規 : Bass                     |
| 後藤勇一郎 : Strings Concert Master |

| 橋本茂昭 : | - Computer Programming & - Synthesizer Operation |

|                                        |
| 中村辰也 : Recording & Mixing Engineer |

愛してるって言えなくたって
| Words & Music by 山下達郎    |
| Strings Arranged by 服部克久 |
|                              |

| © | - 2011 by NICHION, INC. & - SMILE PUBLISHERS INC. & JOHNNY COMPANY, INC. |
| ℗ | 2011 by TENDERBERRY & HARVEST INC.                                       |
|   |                                                                          |

| 山下達郎 : | - Computer Programming, Drum Programming, - Electric Guitar, Acoustic Guitar, Keyboards, - Percussion & Background Vocal |

| 後藤勇一郎 : Strings Concert Master |

| 橋本茂昭 : | - Computer Programming & - Synthesizer Operation |

|                                        |
| 中村辰也 : Recording & Mixing Engineer |

愛を教えて
| Words & Music by 山下達郎 |
|                           |

| © | - 2012 by TV ASAHI MUSIC CO.,LTD. & - SMILE PUBLISHERS INC. |
| ℗ | 2012 by TENDERBERRY & HARVEST INC.                          |
|   |                                                             |

| 山下達郎 : | - Drum Programming, - Computer Programming, - Electric Gut Guitar, - Keyboards, Percussion & - Background Vocal |

| 佐橋佳幸 : Gut Guitar     |
| 難波弘之 : Acoustic Piano |

| 橋本茂昭 : | - Computer Programming & - Synthesizer Operation |

|                                        |
| 中村辰也 : Recording & Mixing Engineer |

希望という名の光
| Words & Music by 山下達郎            |
| Strings Arranged by 服部克久         |
|                                      |
| © 2010 by SMILE PUBLISHERS INC.      |
| ℗ 2010 by TENDERBERRY & HARVEST INC. |
|                                      |

| 山下達郎 : | - Computer Programming, - Drum Programming, - Electric Guitar, Acoustic Guitar, - Acoustic Piano, Keyboards, - Percussion & Background Vocal |

| 後藤勇一郎 : Strings Concert Master |

| 橋本茂昭 : | - Computer Programming & - Synthesizer Operation |

|                                        |
| 中村辰也 : Recording & Mixing Engineer |

硝子の少年 (UNRELEASED DEMO VOCAL)
| Words by 松本隆 |
| Music by 山下達郎                                                                                                  |
| |
| © 1997 by JOHNNY COMPANY, INC.                                                                                     |
| ℗ 2012 by TENDERBERRY & HARVEST INC.                                                                               |
| |
| - Contains samples from“硝子の少年”(KinKi Kids) - licensed by Johnny's Entertainment Inc. & - Johnny Company, Inc. |

酔いしれてDéjà Vu (UNRELEASED DEMO VOCAL)
| Words by 山川啓介                                                                    |
| Music by 山下達郎                                                                    |
|                                                                                      |
| © 1984 by TENDERBERRY & HARVEST INC.                                                 |
| ℗ 2012 Ariola Japan Inc.                                                             |
|                                                                                      |
| - Contains samples from“酔いしれてDéjà Vu”(円道一成) - licensed by Ariola Japan Inc. |

GUILTY (UNRELEASED DEMO VOCAL)
| Words by 竹内まりや                                                             |
| Music by 山下達郎                                                               |
|                                                                                 |
| © 1988 by SMILE PUBLISHERS INC.                                                 |
| ℗ 2012 by TENDERBERRY & HARVEST INC.                                            |
|                                                                                 |
| - Contains samples from“Guilty”(鈴木雅之) - licensed by EPIC Records Japan Inc. |

EVERY NIGHT (2012 NEW REMASTER)
| Words by ALAN O'DAY           |
| Music by 山下達郎             |
|                               |
| © 1980 by WB MUSIC CORP.      |
| © 1982 by NICHION, INC.       |
| ℗ 2002 Ariola Japan Inc.      |
|                               |
| Licenced by Ariola Japan Inc. |

夜のシルエット (「ブルー・ホライズン」歌詞違い,FIRST ON CD)
| Words by 大貫妙子             |
| Music by 山下達郎             |
|                               |
| © 1979 FUJIPACIFIC MUSIC INC. |
| ℗ 2002 Ariola Japan Inc.      |
|                               |
| Licenced by Ariola Japan Inc. |

希望という名の光 (2012 ACOUSTIC VERSION)
| Words & Music by 山下達郎              |
|                                        |
| © 2010 by SMILE PUBLISHERS INC.        |
| ℗ 2012 by TENDERBERRY & HARVEST INC.   |
|                                        |
| Licensed by TENDERBERRY & HARVEST INC. |

### スタッフ
| - PRODUCED AND ARRANGED by 山下達郎 (Tatsuro Yamashita) - for Tenderberry & Harvest Inc.                                |
| |
| - Except “DOWN TOWN”, “雨は手のひらにいっぱい” PRODUCED by 大瀧詠一&山下達郎 - “WINDY LADY” PRODUCED by Charles Calello |
| |
| Exective Producer : 小杉理宇造 (Smile Company)                                                                          |
| |

| Archive Engineer : 中村辰也 at Planet Kingdom |                                                                                          |
| Mastering Engineer :                          | - 原田光晴 at JVC Mastering Center (Disc.1,2,3) - Master T at Great Bear Studio (Disc.4) |
|                                               |                                                                                          |

| A&R Coordination : 奥村武史 (WMJ) & 井上精一 (WMJ)                                                        |
| A&R in Chief : 黒岩利之 (WMJ)                                                                             |
| A&R Secretary : 岩佐ゆかり (WMJ)                                                                          |
| Sales Promotion : 所健一 (WMJ)                                                                            |
| |
| Artist Management : 佐藤克典 (Smile Company) & 渡辺宏 (Smile Company)                                     |
| Management Secretary : 大野美幸 (Smile Company) & 上住満 (Smile Company)                                  |
| |
| Art Direction & Design : 梁間修作 (Artisan Artwork) & 飛鳥武士、石井奈美 (TFC)                            |
| Cover Inner Illustration : とり・みき                                                                     |
| Inner Photo : 平間至                                                                                      |
| Text : 山下達郎                                                                                           |
| |
| 吉田美奈子 by the courtesy of ALFA RECORDS                                                                |
| 向井滋春 by the courtesy of Nippon Columbia                                                               |
| 難波弘之 by the courtesy of Ariola Japan Inc.                                                             |
| 桑田佳祐&原由子 by the courtesy of Taishita / Speedstar Records / Victor Entertainment, Inc.              |
| 村田和人 by the courtesy of EMI Music Japan Inc.                                                          |
| 佐橋佳幸 by the courtesy of USM JAPAN, A UNIVERSAL MUSIC COMPANY                                          |
| 市原ひかり by the courtesy of After Beat / PONY CANYON INC.                                               |
| |
| Disc.1: Track 1〜3 Licensed by THE NIAGARA ENTERPRISES Track 4〜17 Licensed by Ariola Japan Inc.          |
| Disc.2: Track 1〜11 Licensed by SMILE PUBLISHERS INC. Track 12〜17 Licensed by TENDERBERRY & HARVEST INC. |
| Disc.3: Licensed by TENDERBERRY & HARVEST INC. Except Track 7 Licensed by Ariola Japan Inc.               |

## リリース日一覧
| 地域 | タイトル                         | リリース日    | レーベル                  | 規格        | 品番                                                  | 備考                                 |
| ---- | -------------------------------- | ------------- | ------------------------- | ----------- | ----------------------------------------------------- | ------------------------------------ |
| 日本 | OPUS 〜ALL TIME BEST 1975-2012〜 | 2012年9月26日 | MOON / WARNER MUSIC JAPAN | - 4CD - 3CD | - WPCL-11201/4【初回限定盤】 - WPCL-11205/7【通常盤】 | 初回限定盤のみボーナス・ディスク付き |